# Колійний візок

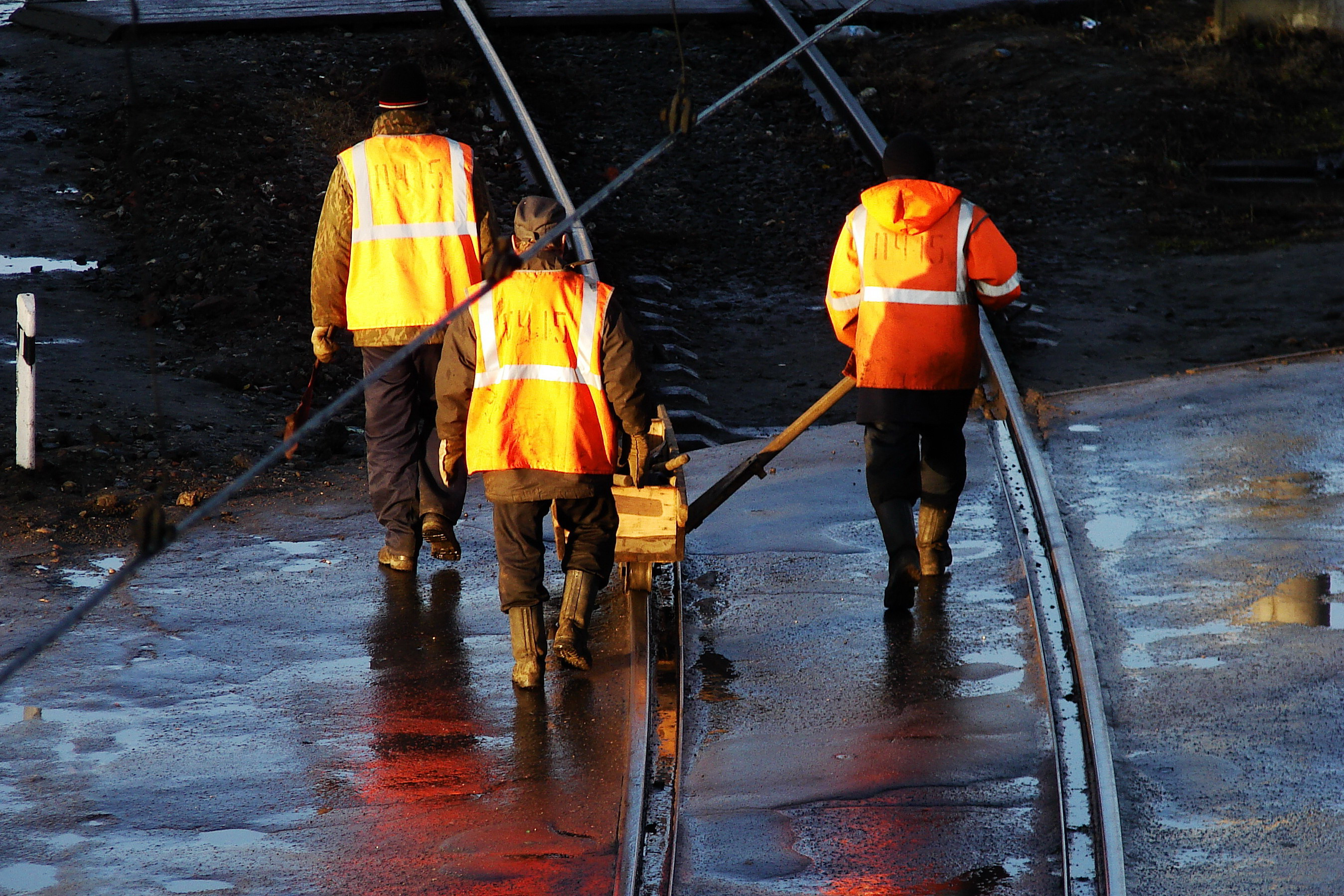
Однорейковий колійний візок

Колійний візок застосовується на залізничному транспорті для транспортування елементів верхньої будови колії, колійного інструменту та інших вантажів при колійних роботах.

## Види колійних візків
Дорожні візки переміщуються по рейках вручну і бувають:
- Однорейкові
- Дворейкові

 Однорейковий колійний візок (мандерон) використовується для транспортування вантажів на короткі відстані. На рамі колійного візка є опора, яка утримує її на стоянці від перекидання і при русі прибирається. Вантажність візка 300 кг, маса 36 кг.
 Дворейковий колійний візок має чотири колеса на двох осях, які ізольовані електрично, щоб не замикати рейкове коло на ділянках шляху з автоблокуванням, впливаючи таким чином на сигнали. Вантажопідйомність візка 1,5 тонни, маса 95 кілограми.
Для роботи в метрополітені використовуються шляхові візки для перевезення довгомірних рейкових хлистів до місця укладання їх на перегонах і для вивозу з перегонів старих рейкових батогів. Переміщення шляхового візкі здійснюють дві зчеплені дрезини. Вантажність такого візка 6 тонн.